# North Weald Bassett
North Weald Bassett est un village et une paroisse civile de l'Essex, en Angleterre.